# Est Em
Est Em (en japonès えすとえむ; Tòquio, 2 d'abril de 1981), pseudònim de Maki Sato, és una autora de manga especialitzada en el gènere romàntic homosexual. Una de les seues obres més destacades és Golondrina.
Inicià la seua carrera el 2006 creant doujinishi yaoi mostrant la seua formació clàssica del dibuix. Els dibuixos eren realistes i utilitzava trasos de tinta gruixuda.